# 滝川利貞
滝川 利貞（たきがわ としさだ）は、江戸時代前期の旗本。譜代大名土岐家の出身で、村上源氏北畠庶流滝川家（常陸片野藩主滝川雄利の系統）を婿養子として継承した。通称は大学、勘兵衛、官位は従五位下、長門守。

## 生涯
慶長14年（1609年）、下総守谷藩主土岐定義の次男として守谷城で生まれた。母は信濃諏訪藩主諏訪頼水の娘で、土岐家を継いだ頼行は1歳年長の同母兄に当たる。元和3年（1617年）、9歳で兄頼行とともに初めて徳川秀忠に御目見した。
元和9年（1623年）、15歳で召しだされて同年に将軍職を退いた大御所秀忠付きの小姓に列した。寛永2年（1625年）、常陸片野藩主滝川正利が、多病および嗣子を欠くためとして願い出て所領2万石のうち1万8000石を返上し没すると、命によりその末期養子となり、正利の娘を娶って滝川家の名跡と遺領常陸国新治郡片野2000石を継承した。
寛永9年（1632年）、徳川秀忠が没すると遺金100両を拝領した。同年6月、中奥小姓に転任し、御膳番を命ぜられた。同年12月に従五位下、長門守に叙せられた。寛永11年（1634年）、越後高田藩に上使として派遣された。寛永16年（1639年）、厨房費が高騰しており下々の役人が乱脈を行っているとして節倹令が発せられたのに伴う人事異動で書院番の番士に降格の上、進物番出役を命ぜられた。
正保3年（1646年）10月から翌4年（1647年）4月まで駿府在番となり、駿府城に赴任。同年10月に小姓組の組頭に昇進、更に慶安3年（1650年）、小姓組の番頭に昇進した。翌4年（1651年）、徳川家光から家綱への代替わりに際して廩米1000俵の加増を受けた。明暦2年（1656年）、書院番の番頭に転任し、同年7月に駿府在番の書院番頭稲葉正吉が自殺したため急遽代役として駿府城に派遣され、10月に帰府した。
寛文元年（1661年）、御留守居に昇進、この職を10年以上勤めた後、延宝4年（1676年）に病気のため辞職した。
延宝5年（1677年）死去、享年69。

## 系譜
- 父：土岐定義
- 母：諏訪頼水の娘
- 養父：滝川正利
- 正室：滝川正利の娘・正信院殿須英了悟禅定尼（寛永21年12月12日（1645年1月9日）没）[16]
  - 長男：滝川利雅（1639 - 1673） – 父に先立って死去。
  - 次男：滝川利錦（1643 - 1710） – 遺領2000石・廩米1000俵を継ぐ。
  - 三男：滝川具章（1644 - 1712） – 別家1500石。
- 生母不明の子女
  - 四男：土岐頼利（1653 - 1713） – 利貞の同母弟土岐頼久（700石）の養子。
  - 五男：滝川義利（生没年不明） – 夭折。
  - 女子